# Colocasiomyia stamenicola
Colocasiomyia stamenicola är en tvåvingeart som först beskrevs av Carson och Toyohi Okada 1980.  Colocasiomyia stamenicola ingår i släktet Colocasiomyia och familjen daggflugor. Inga underarter finns listade i Catalogue of Life.